# Vássjájávrátja
Vássjájávrátja, enligt tidigare ortografi Vassjajauratjah, är en sjö i Jokkmokks kommun i Lappland och ingår i Luleälvens huvudavrinningsområde. Sjön har en area på 0,181 kvadratkilometer och ligger 852 meter över havet. Vássjájávrátja ligger i Sarek Natura 2000-område.

## Delavrinningsområde
Vássjájávrátja ingår i det delavrinningsområde (745919-155896) som SMHI kallar för Mynnar i Tarraluoppal. Medelhöjden är 1 013 meter över havet och ytan är 38,96 kvadratkilometer. Det finns inga avrinningsområden uppströms utan avrinningsområdet är högsta punkten. Vássjájåhkå som avvattnar avrinningsområdet har biflödesordning 3, vilket innebär att vattnet flödar genom totalt 3 vattendrag innan det når havet efter 349 kilometer. Avrinningsområdet består mestadels av kalfjäll (98 procent). Avrinningsområdet har 0,36 kvadratkilometer vattenytor vilket ger det en sjöprocent på 0,9 procent.

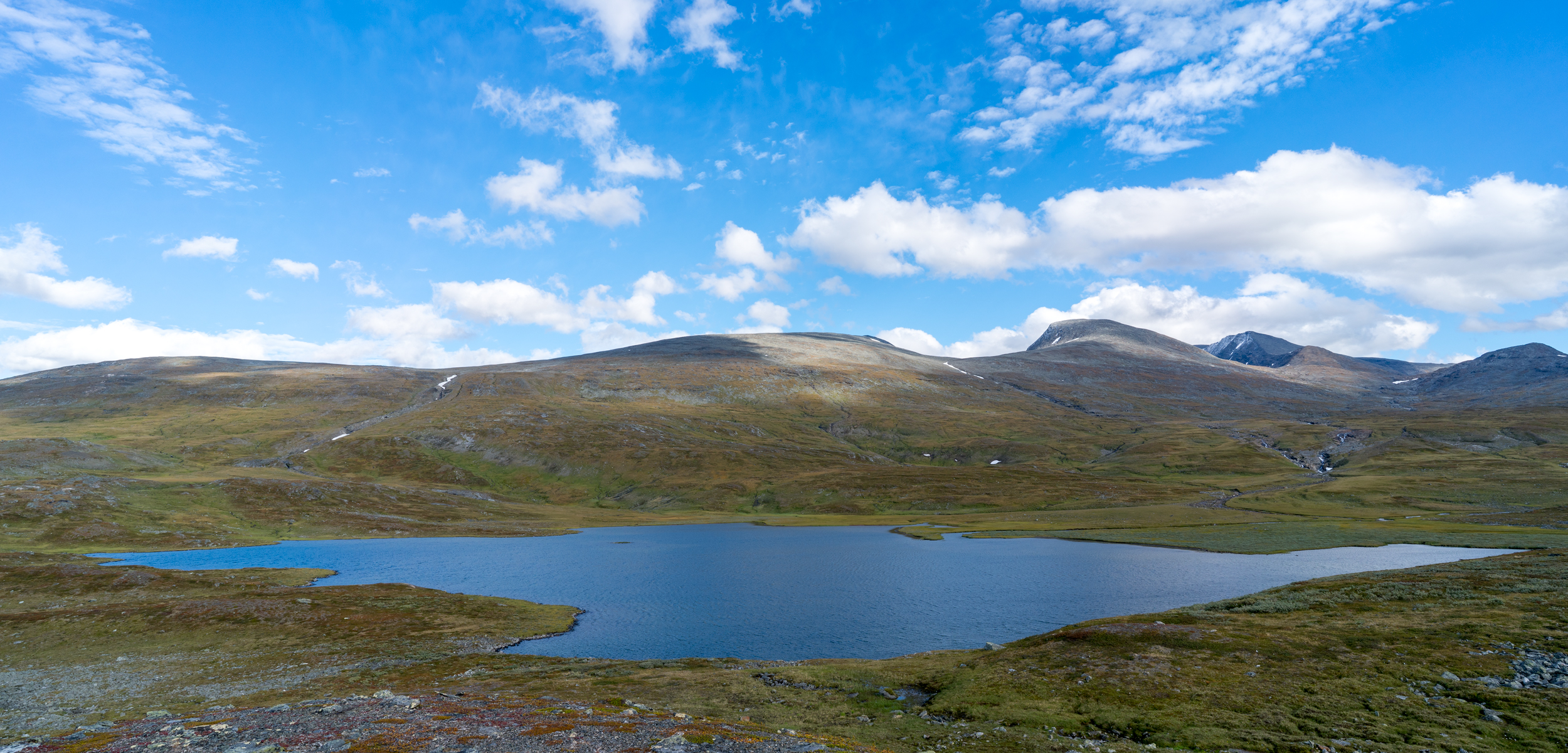
Sjön Vássjájávrátja i Sarek, med bergen Vássjábákte, Vássjátjåhkkå och Tsahtsa i bakgrunden.